# Листон Смит, Лонни
Лонни Листон Смит (Lonnie Liston Smith; род. 1940) — американский музыкант, пианист, вокалист и клавишник, исполняющий фанк, соул, джаз и фьюжн.

## Биография
Лонни Листон Смит родился в 1940 году в Ричмонде в семье музыкантов. В детстве Лонни начал играть на пианино, которое было дома у его семьи. Немного повзрослев, Лонни увлёкся творчеством Чарли Паркера, который был известным альт-саксофонистом. Позднее, он слушал Майлса Дейвиса, Джона Колтрейна, а также таких известных пианистов, как: Арт Татум, Оскар Питерсон, Бад Пауэлл, Эрролл Гарнер и многих других.
После окончания университета  в Балтиморе, Лонни был вовлечен в ансамбль Jazz Messengers. В то время он успешно сотрудничал с Артом Блэйки и Роландом Кирком, с последним он записал два альбома: Now Please Don't You Cry, Beautiful Edith на лейбле Verve Records и Here Comes the Whistleman на Atlantic Records.
В 1968 году Смит позвал Фэроу Сэндерса в свой коллектив. Сэндерс согласился и привел других музыкантов в группу к Смиту. Лонни Смит уже в то время стал выдающимся клавишником, поэтому был важной частью коллектива. Позднее Смиту предложили перейти в группу Майлза Дэйвиса. Согласно воспоминаниям Лонни, сам Дейвис научил его играть на электрооргане. Лонни принял участие в записи двух альбомов Дэйвиса: On The Corner и Big Fun. В этом же 1973 году он сформировал Lonnie Liston Smith and Cosmic Echoes, в своем стиле группа соединила воедино фьюжн, пост-боп, фанк, поп и рок. Их дебютный альбом, Astral Traveling был издан в 1973 и представлен в стиле спиричуэлс.
Наиболее успешным альбомом в творчестве музыканта стал Expansions (1975), благодаря которому Лонни встал в ранг важнейших джазовых музыкантов. Пластинка представляла собой джаз с элементами кроссовера, а также повлияла на развитие нового джаза в целом, кроме того, в альбоме присутствовали элементы фанка и соула. Позднее он с группой выпустил такие альбомы, как: Visions of a New World, Renaissance. В 1978 Смит и его группа прекратили сотрудничество с RCA и заключили договор с лейблом Columbia. Loveland был издан в 1978 году, по мнению критиков, он представлял собой сплав джаза, фьюжна и кроссовера. Он хорошо продавался, другой альбом Смита, Exotic Mysteries, выдал хит-сингл «Space Princess», вокальные партии в котором исполнил Дональд Смит, ранее сотрудничавший с Лонни Смитом и Cosmic Echoes.
В 1980-х годах Лонни продолжал выпускать альбомы, R&B-композиция «Never Too Late» стала хитом. Альбом Make Someone Happy, вышедший в 1986 году, представлял собой сплав пост-бопа и акустического джаза. В 1990-х Смит участвовал в проекте Guru Jazzmatazz, игравшем джаз и хип-хоп. Последний альбом Лонни Смита вышел в 1998 году под названием Transformation.
Лонни Листон Смит оказал большое влияние на многих музыкантов-инструменталистов и клавишников, критики хвалят Смита за необычный композиторский стиль и умение использовать новые инструменты в своем творчестве, а также за смелость экспериментировать с различными жанрами.

## Дискография
| - Here Comes the Whistleman (1965) - A Meeting of the Times (1965) - Now Please Don't You Cry, Beautiful Edith (1967) - The Third World (1969) - Fenix (1971) - El Pampero (1972) - Bolivia (1973) - Under Fire (1973) - El Gato (1975) - Karma (1969) - Jewels Of Thought (1970) - Summun Bukmun Umyun (1970) - Thembi(1971) - Izipho Zam (1973) - Spirits Known And Unknown (1969) (совместно с Леоном Томасом) - Burning Spirits (1971) (совместно с Хью Симмонсом) - Sugar (1971) (совместно со Стэнли Тюррентином) - On the Corner (1973) (совместно с Майлсом Дейвисом) - Big Fun (1974) (совместно с Майлсом Дейвисом) - Skull Session (1975) (совместно с Оливером Нельсоном) - Mysterious Flying Orchestra (1977) (совместно с Mysterious Flying Orchestra ) - The Bridge (2002) (совместно с Karl Denson's Tiny Universe) - Live in Montreux 1980 (2003) (совместно с Марвином Гэем) | - Astral Traveling (1973) - Cosmic Funk (1974) - Expansions (1974) - Visions of a New World (1975) - Reflections of a Golden Dream (1976) - Live! (1977) - Renaissance (1977) - Loveland (1978) - Exotic Mysteries (1978) - A Song for the Children (1979) - Love Is the Answer (1980) - Dreams of Tomorrow (1983) - Silhouettes (1984) - Rejuvenation (1985) - Make Someone Happy (1986) - Love Goddess (1990) - Magic Lady (1991) - Transformation (1998) |